# Elena Kovalskaja
Elena Kovalskaja je ruska kazališna kritičarka, kustosica i profesorica. Predaje povijest stranog kazališta na Ruskom institutu za kazališnu umjetnost (GITIS) i tamo vodi magistarski program društvenog kazališta. Sve dok nije dala ostavku u znak prosvjeda zbog ruske invazije na Ukrajinu 2022., bila je umjetnička voditeljica u kazalištu i kulturnom centru Mejerhold (TsIM).

## Životopis
Elena Kovalskaja je diplomirala kazališnu znanost na GITIS-u. Od 1999. do 2012. bila je recenzentica časopisa Afisha, a od 2006. bila je kustosica Festivala novih dramatičara Ljubimovka.
Godine 2012. ona i Viktor Rižakov osnovali su obrazovni projekt 'Škola kazališnog voditelja' u Centru Mejerhold. Godine 2013. imenovana je umjetničkom direktoricom u Mejerhold centru. Početkom 2019. Kovalskaja daje intervju o svojim nadama i strahovima za umjetnost u 2019. godini. Radovala se službenoj godini kazališta u Rusiji i dolasku Kazališne olimpijade u Sankt Peterburg. „Izgleda da vlada pokušava ukrotiti tvrdoglavo kazalište mrkvom i štapom."
2020. Kovalskaya je postala direktorica Meyerhold Centra.
U danima  Ruske invazije na Ukrajinu u veljači 2022., Kovalskaja je u znak prosvjeda dala ostavku na mjesto ravnateljice državnog Mejerhold centra. Napisala je da je „nemoguće raditi za ubojicu i primati plaću od njega".

## Djela
- Novaja drama: [pesy i statʹi; zamoe zametnoe javlenie na sovremennoj ruskoj sceni. Sankt Peterburg: Seans, 2008.